# カトヴィツェ駅
カトヴィツェ駅（Katowice）は、ポーランド、シロンスク県カトヴィツェにあるポーランド国鉄（PKP）の鉄道駅である。

## 歴史
ポーランドの鉄道建設は1841年にワルシャワで始まり、路線は南方に延伸され、1846年にカトヴィツェに到達した。当初は小規模な駅であったが、近くにあった炭鉱のおかげで多くの工場が進出し、後にカトヴィツェ駅はポーランド南部の鉄道拠点に発展した。ワルシャワ・カトヴィツェ間は「国鉄1号線 」と呼ばれている。
1972年、駅設備が需要に対応できなくなったため、新駅が西側に建設された。旧駅は解体されたが、旧駅舎は歴史的価値が高いと判断され、保存されることになった。
2012年、駅舎が老朽化したため再び建て替えられた。

## 駅構造
5面10線の地上駅。

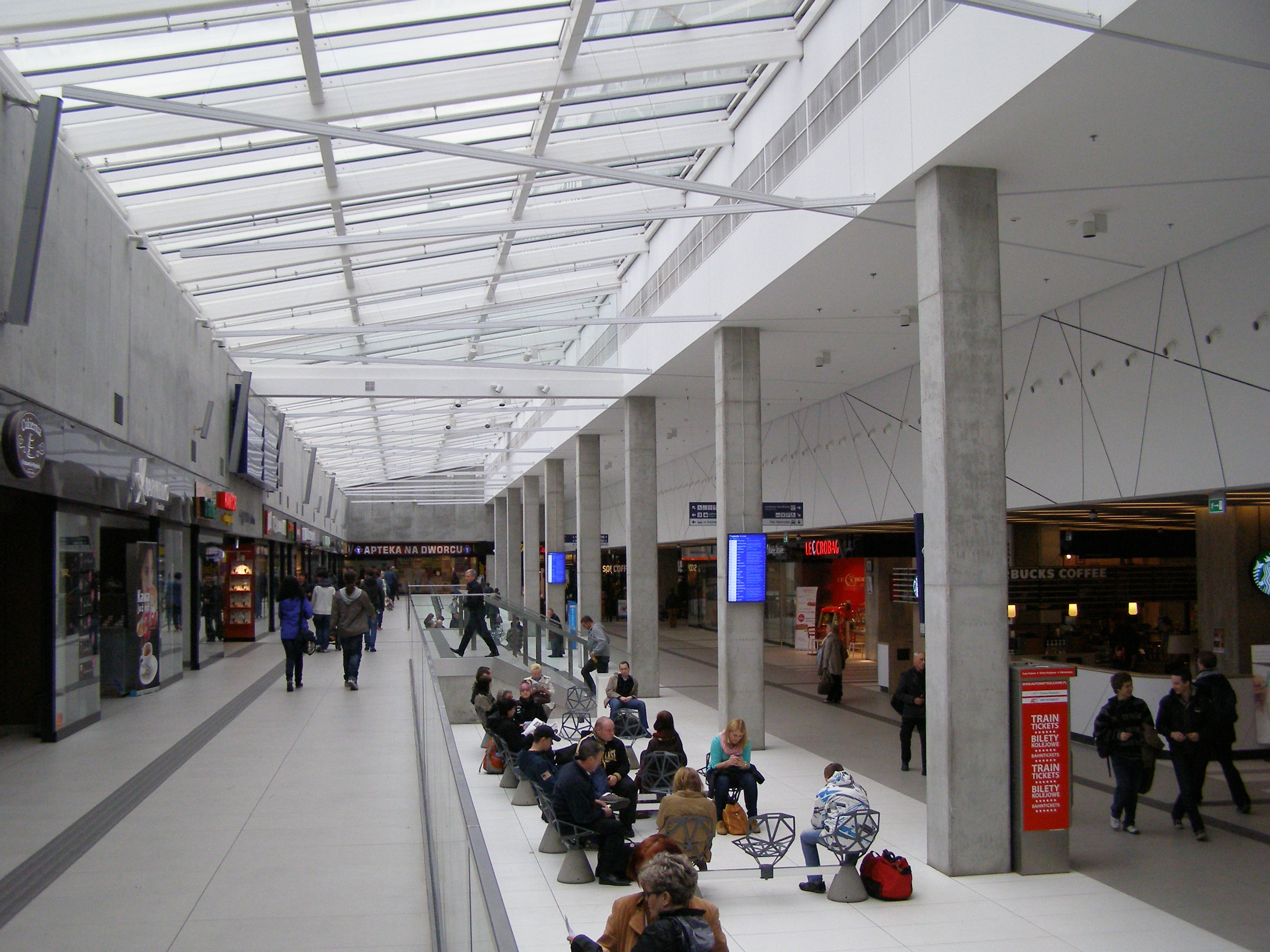
駅内部
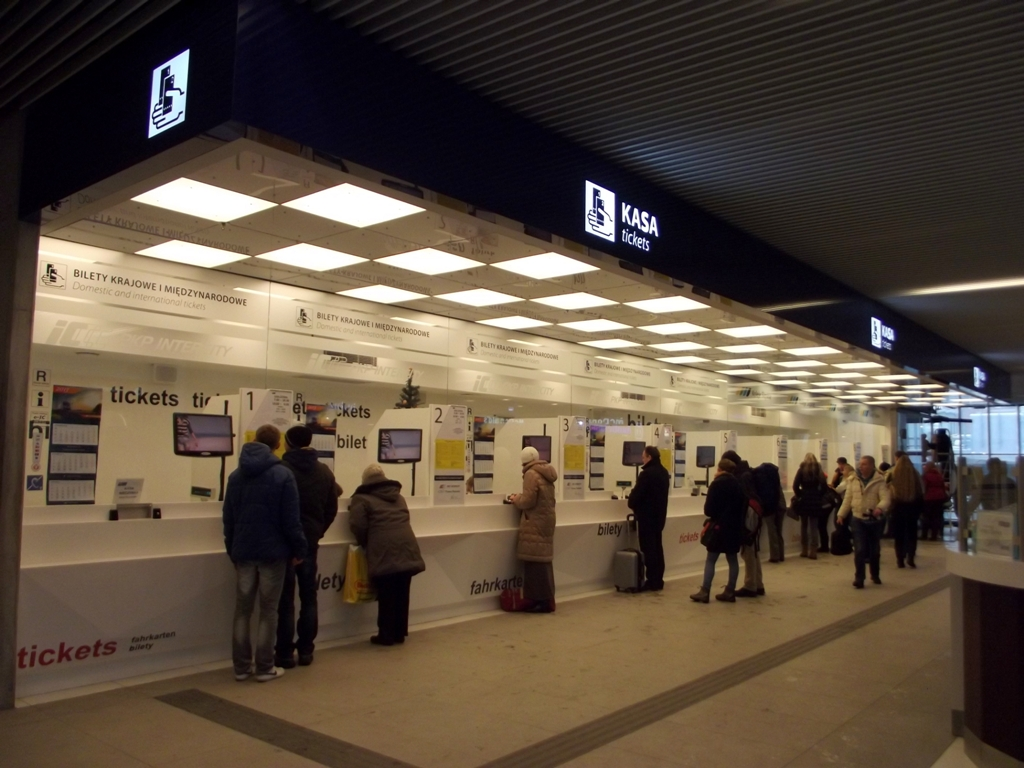
切符売り場
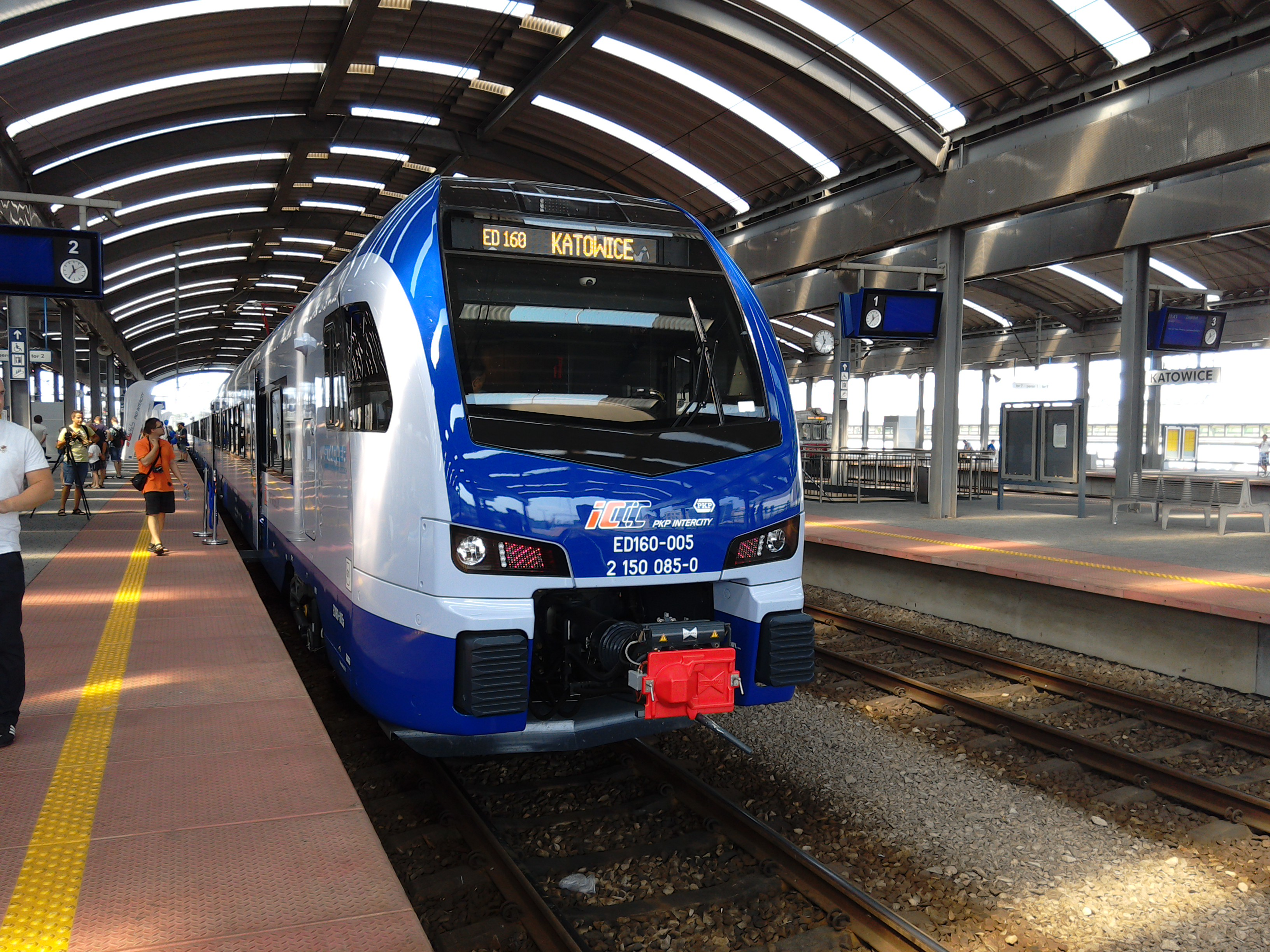
乗り場
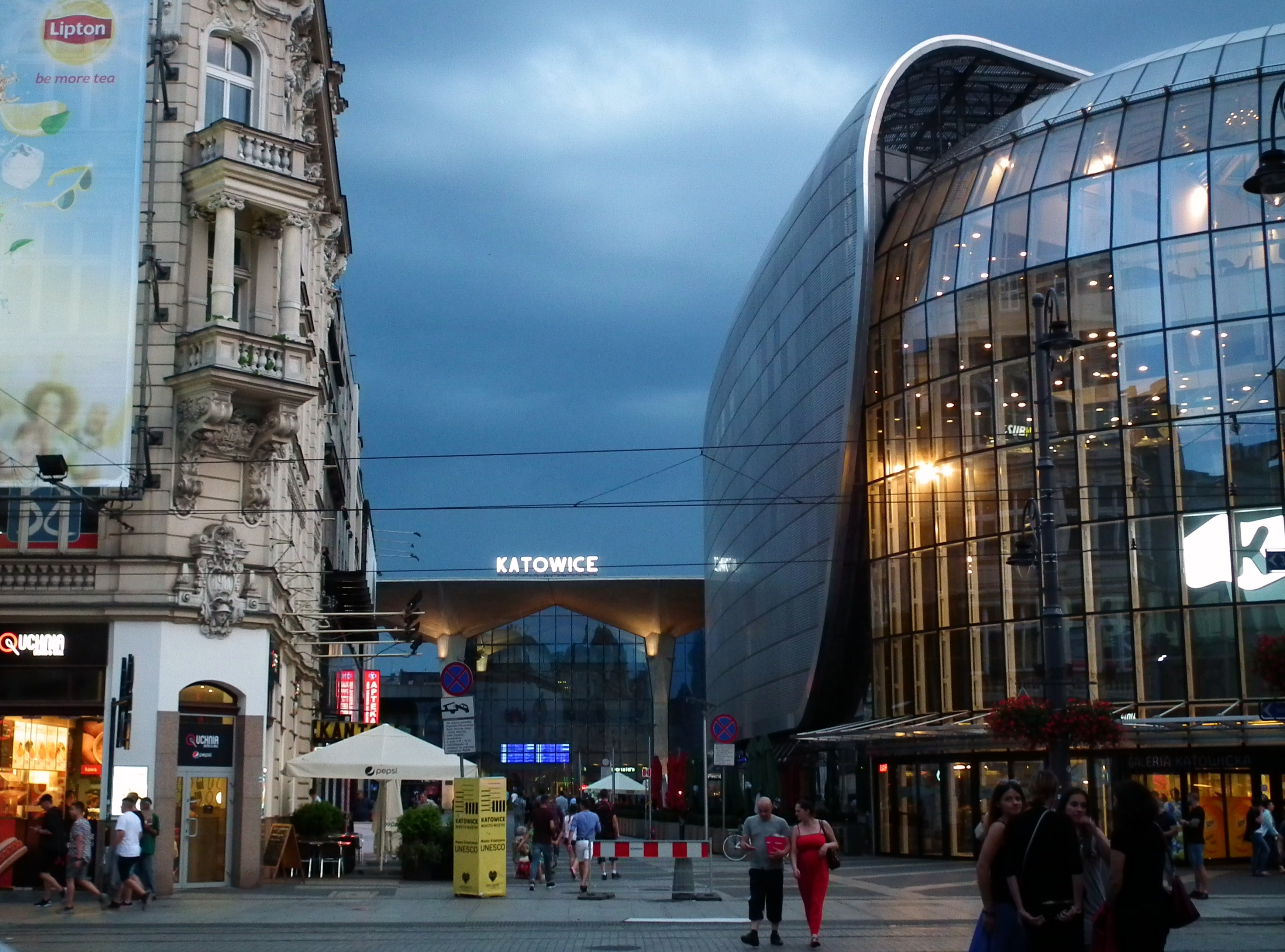
駅前の風景
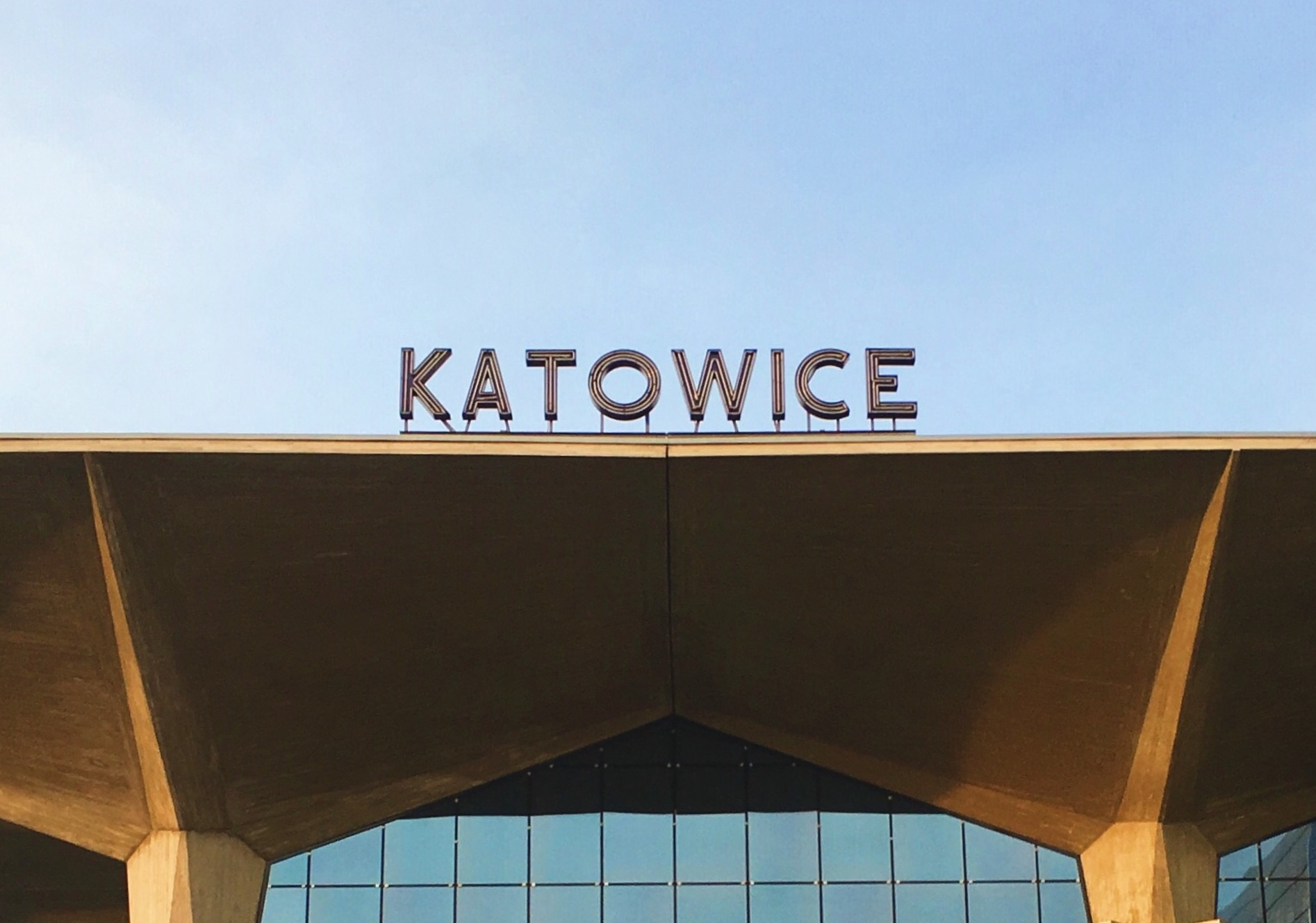

## 駅周辺
- ゴールドシュタイン宮殿（英語版）
- 大シナゴーグ（英語版）
- シロンスク博物館（英語版）
- シロンスク劇場（英語版）

## 隣の駅
ポーランド国鉄
1号線
カトヴィツェ・サヴォジェ駅 - カトヴィツェ駅
137号線
カトヴィツェ駅 - カトヴィツェ・ザウェンジェ駅
138号線
カトヴィツェ・サヴォジェ駅 - カトヴィツェ駅
139号線
カトヴィツェ駅 - カトヴィツェ・ブルィヌフ駅
656号線
カトヴィツェR36分岐駅 - カトヴィツェ駅 - ブリヌフ支線駅
713号線
カトヴィツェ駅 - カトヴィツェ貨物駅
カトヴィツェ-カトヴィツェ・ドンブルフカ・マワ線
カトヴィツェ駅 - カトヴィツェ・ドンブルフカ・マワ駅